# Euproctis incisa
Euproctis incisa är en fjärilsart som beskrevs av Erich Martin Hering 1928. Euproctis incisa ingår i släktet Euproctis och familjen tofsspinnare. Inga underarter finns listade i Catalogue of Life.